# 大叶竹节树
大叶竹节树（学名：Carallia garciniifolia）为红树科竹节树属下的一个种。

## 扩展阅读
- 維基物種上的相關：大叶竹节树